# FCI Wereldkampioenschap dog dancing 2017
Het FCI Wereldkampioenschap dog dancing 2017 vond plaats van 9 tot 11 november 2017 in het Duitse Leipzig.

## Beschrijving
Het FCI-evenement vond plaats tijdens de World Dog Show te Leipzig. Er namen 120 deelnemers deel aan twee dog dancing-disciplines, met name 'Heelwork to music' en 'Freestyle'.
In de discipline 'Freestyle' werd de Belgische Elke Boxoen met de hond Jessy wereldkampioene. In de discipline HTM was het goud voor Deense Anja Christiansen en haar hond Queeny.

## Uitslagen

### HTM
| pos.   | Danser            | Hond                         | Land       | Totaal ptn. |
| ------ | ----------------- | ---------------------------- | ---------- | ----------- |
| Goud   | Anja Christiansen | Fæhunden's Queeny Las        | Denemarken | 81,31       |
| Zilver | Polina Ilina      | Liniya Gracii Ilim Yan       | Rusland    | 77,81       |
| Brons  | Vanda Grogorová   | All That Brandy Gentle Mate  | Tsjechië   | 77,48       |
| 4.     | Alexandra Creusot | D'Hendi od Dupiku            | Frankrijk  | 76,96       |
| 5.     | Saša Vavrová      | Jazz Dancer Lubinov Slovakia | Slowakije  | 74,48       |

### Freestyle
| pos.   | Danser             | Hond                         | Land      | Totaal ptn. |
| ------ | ------------------ | ---------------------------- | --------- | ----------- |
| Goud   | Elke Boxoen        | Luna Tales Jessy             | België    | 85,83       |
| Zilver | Alena Smoliková    | Action Jerry Malina Gang     | Tsjechië  | 78,60       |
| Brons  | Lubov Shinkarevich | Aisknekht Twist              | Rusland   | 78,14       |
| 4.     | Alexandra Creusot  | D'Hendi od Dupiku            | Frankrijk | 76,43       |
| 5.     | Chiara Meccoli     | Samarcanda The Thunder Rools | Italië    | 73,81       |